# Max Willman
Maxwell "Max" Willman, född 13 februari 1995, är en amerikansk professionell ishockeyforward som spelar för Philadelphia Flyers i National Hockey League (NHL). Han har tidigare spelat för Lehigh Valley Phantoms i American Hockey League (AHL) och Brown Bears i National Collegiate Athletic Association (NCAA).
Willman draftades av Buffalo Sabres i femte rundan i 2014 års draft som 121:a spelare totalt.

## Statistik
| 2011–2012   | Barnstable Red Raiders         |             | —   | 19 | 16 | 35 | —  | — | — | — | — | — |
| 2012–2013   | Barnstable Red Raiders         |             | —   | 20 | 6  | 26 | —  | — | — | — | — | — |
| 2013–2014   | Williston Northampton Wildcats |             | 25  | 21 | 23 | 44 | —  | — | — | — | — | — |
|             | Springfield Rifles             |             | 11  | 5  | 13 | 18 | 6  | — | — | — | — | — |
| 2014–2015   | Brown Bears                    | NCAA        | 30  | 1  | 2  | 3  | 12 | — | — | — | — | — |
| 2015–2016   | Brown Bears                    | NCAA        | 29  | 3  | 8  | 11 | 10 | — | — | — | — | — |
| 2016–2017   | Brown Bears                    | NCAA        | 31  | 11 | 15 | 26 | 10 | — | — | — | — | — |
| 2017–2018   | Brown Bears                    | NCAA        | 9   | 1  | 4  | 5  | 0  | — | — | — | — | — |
| 2018–2019   | Brown Bears                    | NCAA        | 36  | 1  | 5  | 6  | 24 | — | — | — | — | — |
| 2019–2020   | Reading Royals                 | ECHL        | 20  | 9  | 16 | 25 | 8  | — | — | — | — | — |
|             | Lehigh Valley Phantoms         | AHL         | 24  | 3  | 6  | 9  | 18 | — | — | — | — | — |
| 2020–2021   | Lehigh Valley Phantoms         | AHL         | 30  | 9  | 7  | 16 | 9  | — | — | — | — | — |
| 2021–2022   | Philadelphia Flyers            | NHL         | 1   | 0  | 0  | 0  | 2  | — | — | — | — | — |
| NHL totalt  | NHL totalt                     | NHL totalt  | 1   | 0  | 0  | 0  | 2  | — | — | — | — | — |
| AHL totalt  | AHL totalt                     | AHL totalt  | 54  | 12 | 13 | 25 | 27 | — | — | — | — | — |
| NCAA totalt | NCAA totalt                    | NCAA totalt | 135 | 17 | 34 | 51 | 56 | — | — | — | — | — |